# Neogale
Neogale – rodzaj ssaków z podrodziny łasic (Mustelinae) w obrębie rodziny łasicowatych (Mustelidae).

## Rozmieszczenie geograficzne
Rodzaj obejmuje gatunki występujące w stanie naturalnym w Ameryce.

## Morfologia
Długość ciała (bez ogona) 20,3–43 cm, długość ogona 7,6–21 cm; masa ciała 80–1805 g.

## Systematyka
Rodzaj zdefiniował w 1864 roku angielski zoolog John Edward Gray w artykule zatytułowanym Rewizja rodzajów i gatunków Mustelidae znajdujących się w Muzeum Brytyjskim, opublikowanym na łamach „Proceedings of the Zoological Society of London”. Gray wymienił trzy gatunki – Mustela brasiliensis Sevastianoff, 1813 (= Mustela frenata H. Lichtenstein, 1831), Mustela aureoventris J.E. Gray, 1864  i Mustela xanthogenys J.E. Gray, 1843 – nie wyznaczając gatunku typowego.

### Etymologia
- Neogale: gr. νεος neos ‘nowy’; rodzaj Gale J.A. Wagner, 1841 (łasica)[9].
- Grammogale: gr. γραμμη grammē ‘linia na piśmie, kreska’, od γραφω graphō ‘pisać’[10]; γαλεη galeē lub γαλη galē ‘łasica’[11]. Gatunek typowy (oznaczenie monotypowe): Putorius africanus Desmarest, 1818.
- Cabreragale: Ángel Cabrera y Latorre (1879–1960), hiszpańsko-argentyński zoolog i paleontolog; γαλεη galeē lub γαλη galē ‘łasica’[3]. Gatunek typowy (oryginalne oznaczenie): Mustela felipei Izor & de la Torre, 1978.
- Neovison: gr. νεος neos ‘nowy’; rodzaj Vison J.E. Gray, 1843[4]. Gatunek typowy (oryginalne oznaczenie): Mustela vison Schreber, 1776.

### Podział systematyczny
Analizy filogenetyczne wykazały na silną odrębność amerykańskiego kladu i że gatunki z tego kladu powinny być umieszczone w odrębnym rodzaju. W takim ujęciu do ponownie wskrzeszonego rodzaju Neogale należą następujące współczesne gatunki:
| Grafika | Gatunek          | Autor i rok opisu          | Nazwa zwyczajowa    | Podgatunki         | Rozmieszczenie geograficzne | Podstawowe wymiary                              | Status IUCN |
| ------- | ---------------- | -------------------------- | ------------------- | ------------------ | --- | ----------------------------------------------- | ----------- |
|         | Neogale vison    | (von Schreber, 1776)       | wizon amerykański   | 15 podgatunków     | od Alaski i Kanady po Stany Zjednoczone (z wyjątkiem suchych obszarów na południu); introdukowany do Europy, Rosji i Japonii                            | DC: 30–43 cm DO: 15,2–20 cm MC: 450–1850 g      | LC          |
|         | Neogale macrodon | (Prentis, 1903)            | wizon morski        | gatunek monotypowy | siedliska morskie w południowo-wschodniej Kanadzie (Nowy Brunszwik, Nowa Fundlandia) i północno-wschodnich Stanach Zjednoczonych (Massachusetts, Maine) | DC: brak danych DO: brak danych MC: brak danych | EX          |
|         | Neogale frenata  | (H. Lichtenstein, 1831)    | łasica długoogonowa | 42 podgatunki      | od południowej Kanady, Stanów Zjednoczonych i Meksyku przez Amerykę Środkową do Kolumbii, Wenezueli, Ekwadoru, Peru i Boliwii                           | DC: 20–26 cm DO: 7,6–15,2 cm MC: 80–450 g       | LC          |
|         | Neogale felipei  | (Izor & de la Torre, 1978) | łasica kolumbijska  | gatunek monotypowy | Andy w południowej Kolumbii i północnym Ekwadorze; zakres wysokości: 1700–2700 m n.p.m.                                                                 | DC: 21–22 cm DO: 11,1–12,2 cm MC: około 138 g   | VU          |
|         | Neogale africana | (A.G. Desmarest, 1818)     | łasica tropikalna   | gatunek monotypowy | Nizina Amazonki w Kolumbii, Ekwadorze, Peru, Brazylii i Boliwii                                                                                         | DC: 24–38 cm DO: 16–21 cm MC: brak danych       | LC          |

Kategorie IUCN:  LC  – gatunek najmniejszej troski,  VU  – gatunek narażony,  EX  – gatunek wymarły.